# Le Fiacre
Le Fiacre était le nom d'un cabaret et restaurant situé au 4, rue du Cherche-Midi, dans le quartier Saint-Germain-des-Prés du 6e arrondissement de Paris.

## Histoire
L'établissement a été repris dans les années 1950 par Louis Baruc dit « Loulou ». D'origine basque, il avait débuté chez Maxim's et travaillé au Fouquet's. Très vite il a su attirer une clientèle internationale et faire de son établissement le phare des nuits homosexuelles de la capitale dans les années 1950,. Charles Trenet y a chanté en duo avec Johnny Hess jusqu'en 1936, lorsque le cabaret était tenu par O'dett.
Le Monde raconte la vie de l'établissement dans les années 1960 : « Son propriétaire, Louis de Fiacre, une figure de la nuit, reçoit le Tout-Paris au premier étage de son établissement ; du coup, la police ferme les yeux et tolère, au bar du rez-de-chaussée, des hommes moins argentés ».